# Myristica villosa
Myristica villosa är en tvåhjärtbladig växtart som beskrevs av Otto Warburg. Myristica villosa ingår i släktet Myristica och familjen Myristicaceae. Inga underarter finns listade i Catalogue of Life.